# مقابر سلاطین استندار
مقابر سلاطین استندار مربوط به دوره تیموریان است و در شهرستان نور، دهستان کمرود، روستای کمر واقع شده و این اثر در تاریخ ۱۷ اسفند ۱۳۸۱ با شمارهٔ ثبت ۷۸۳۸ به‌عنوان یکی از آثار ملی ایران به ثبت رسیده است. این مقبره‌ها در اطراف و مخصوصاً تپه‌های پشت گورستان فعلی روستا قرار دارد. نحوه نگهداری و حفاطت از این آثار، جای نقد بسیار دارد.